# Булдынка (Брянская область)
Булдынка — хутор в Новозыбковском городском округе Брянской области.

## География
Находится в западной части Брянской области на расстоянии приблизительно 15 км на запад-северо-запад по прямой от районного центра города Новозыбков.

## История
Упоминается с 1720 года, принадлежало Киево-Печерской лавре. В 1859 году здесь (хутор Новозыбковского уезда Черниговской губернии) было учтено 223 двора, в 1892—335. С XVIII века по 1920-е годы действовала Васильевская деревянная церковь (не сохранилась). До 2019 года входило в состав Старобобовичского сельского поселения Новозыбковского района до их упразднения.

## Население
| 2010 | 2013 |
| ---- | ---- |
| 36   | ↘30  |

Численность населения: 1570 человек (1859 год), 2028 (1892), 628 человек в 2002 году (русские 88 %), 451 в 2010.